# TUYA (banda)
TUYA es un grupo de música de pop experimental formado por el cantante y multiinstrumentista David T. Ginzo y el batería Juan Diego Gosálvez. La banda reside en Madrid y se encuentra preparando nuevo material autoproducido tras un EP y un álbum editados por Subterfuge Records. Óscar G. Hinde es parte de la nueva formación como teclista.

## Historia

### Comienzos y Own
TUYA se forma a finales de 2010 cuando David T. Ginzo decide poner este nombre para su música, tras un par de demo-Eps autoeditadas con su propio nombre, y después de formar parte de grupos como Templeton o Lüger. Los primeros conciertos eran completamente acústicos, una forma de mantenerse tocando mientras los otros grupos en los que tocaba no estaban de gira.
Ginzo grabó Own, un Ep de seis cortes, con Brian Hunt como ingeniero de grabación en su estudio a principios de 2011. Fue editado por Subterfuge Records el 13 de septiembre de 2011. Seis vídeos (uno por cada corte) fueron grabados para Own por diferentes realizadores, pero nunca editados.

### Banda de directo y Waterspot
Con la necesidad de tocar Own en directo, la banda crece con la siguiente formación: Juan Diego Gosálvez (como baterista), Héctor Ngomo (como bajista y teclista) y Brian Hunt (como guitarrista y teclista). Ellos formaron con Ginzo la banda que presentó Own en directo, y serían los que grabasen Waterspot. La banda grabó Waterspot el 28 de marzo de 2012. Siendo todo tomas en directo en un mismo día, ya que pudieron usar el RedBull Studio (en el Matadero de Madrid) para grabar una canción originalmente destinada a un recopilatorio que nunca vio la luz. Decidieron grabar todo el disco en este tiempo ya que el estudio estaba disponible todo el día, y sin coste alguno. Además hicieron un vídeo de la grabación, uno por cada canción. El disco lo grabaron junto a Karim Burkhalter, que también fue el responsable de la mezcla en Reno Studios.
El grupo tocó en festivales como “FIB”, “Primavera Sound” y “Dia de la Musica”, sin haber sacado siquiera el disco. Este fue editado por Subterfuge Records el 6 de noviembre de 2012. El grupo empezó entonces una gira, ayudado por el circuito estatal de salas GPS, que llevó al grupo a muchas salas y festivales a lo largo del estado. Ginzo y Gosálvez siguieron haciendo conciertos acústicos en pequeñas salas como el Water Rats de Londres. Waterspot cosechó muy buenas críticas y formó parte de muchas listas de "Lo mejor de 2012".[cita requerida]

### Nueva formación y proyectos de futuro
La banda estaba formada por cuatro músicos que se encontraban trabajando en grandes giras. Esto acabó resultando un problema para el desarrollo de TUYA como banda. Varios conciertos cancelados y problemas de agendas produjeron el cambio final: la banda empezó a trabajar como un dúo (Ginzo y Gosálvez).
Ginzo ofreció algunos conciertos en solitario en formato electrónico como TUYA mientras Gosálvez se encontraba en la gira asiática de Russian Red, pero cuando esa gira acabó, ambos empezaron a trabajar junto con Óscar G. Hinde como teclista. La nueva banda tocó por todo el país en 2013 y empiezan a trabajar juntos en nuevo material. Rompen su contrato con Subterfuge Records en octubre de 2013, en una búsqueda de trabajar de manera independiente y autoeditar su trabajo. Actualmente se encuentran trabajando en nuevas canciones con las que hacer colaboraciones con otros grupos para diferentes EP-Splits.

## Formación actual
- David T. Ginzo: voz, guitarra y varios.
- Juan Diego Gosálvez: batería.
- Oscar G. Hinde: teclados.

## Discografía

### Álbumes
1. Waterspot (2012, Subterfuge Records)

### Singles
1. Dark Dawn (2011, Subterfuge Records)
2. Hands of wasted men (single edit) (2011, Subterfuge Records)

### EP
1. Own (2011, Subterfuge Records)

### Participación en recopilatorios
1. Stereoparty 2012 (2012, Subterfuge Records) - Con Dark Dawn.
2. Stereoparty Summer 2012 (2012, Subterfuge Records) - Con Hands of wasted men (single edit).
3. Stereoparty 2013 (2013, Subterfuge Records) - Con Cake.
4. Stereoparty Summer 2013 (2013, Subterfuge Records) - Con Wooden house.

## Videografía
Varios realizadores realizaron seis vídeos, uno para cada corte de Own, pero nunca llegaron a editarse. Para Waterspot, la banda grabó, con la ayuda de Racoons Studio, el disco íntegro en video (el cual está disponible en el canal de YouTube de Subterfuge Records) y, además del adelanto de Hands of wasted man meses antes del lanzamiento, presentó un video cada semana con diferentes medios de comunicación como: RTVE (Metal shelves), Rockdelux (Barely comes the sun), Mondosonoro (Wooden House), Jenesaispop (All my best), Playground (Cake),